# Badonviller
Badonviller és un municipi francès situat al departament de Meurthe i Mosel·la i a la regió del Gran Est. L'any 2007 tenia 1.588 habitants.

## Demografia

### Població
El 2007 la població de fet de Badonviller era de 1.588 persones. Hi havia 668 famílies, de les quals 250 eren unipersonals (111 homes vivint sols i 139 dones vivint soles), 179 parelles sense fills, 191 parelles amb fills i 48 famílies monoparentals amb fills.
La població ha evolucionat segons el següent gràfic:
Habitants censats

### Habitatges
El 2007 hi havia 861 habitatges, 681 eren l'habitatge principal de la família, 58 eren segones residències i 123 estaven desocupats. 666 eren cases i 189 eren apartaments. Dels 681 habitatges principals, 450 estaven ocupats pels seus propietaris, 212 estaven llogats i ocupats pels llogaters i 19 estaven cedits a títol gratuït; 27 tenien una cambra, 36 en tenien dues, 108 en tenien tres, 209 en tenien quatre i 301 en tenien cinc o més. 374 habitatges disposaven pel capbaix d'una plaça de pàrquing. A 330 habitatges hi havia un automòbil i a 168 n'hi havia dos o més.

### Piràmide de població
La piràmide de població per edats i sexe el 2009 era:
| Homes | Edats   | Dones |
| ----- | ------- | ----- |
| 4     | 95 o +  | 12    |
| 4     | 90 a 94 | 24    |
| 8     | 85 a 89 | 16    |
| 20    | 80 a 84 | 20    |
| 40    | 75 a 79 | 48    |
| 64    | 70 a 74 | 60    |
| 32    | 65 a 69 | 56    |
| 48    | 60 a 64 | 44    |
| 36    | 55 a 59 | 32    |
| 32    | 50 a 54 | 32    |
| 32    | 45 a 49 | 36    |
| 76    | 40 a 44 | 48    |
| 24    | 35 a 39 | 64    |
| 52    | 30 a 34 | 32    |
| 48    | 25 a 29 | 48    |
| 28    | 20 a 24 | 36    |
| 16    | 15 a 19 | 52    |
| 56    | 10 a 14 | 40    |
| 64    | 5 a 9   | 24    |
| 36    | 0 a 4   | 40    |

## Economia
El 2007 la població en edat de treballar era de 915 persones, 634 eren actives i 281 eren inactives. De les 634 persones actives 553 estaven ocupades (311 homes i 242 dones) i 81 estaven aturades (32 homes i 49 dones). De les 281 persones inactives 104 estaven jubilades, 72 estaven estudiant i 105 estaven classificades com a «altres inactius».

### Ingressos
El 2009 a Badonviller hi havia 679 unitats fiscals que integraven 1.529 persones, la mediana anual d'ingressos fiscals per persona era de 14.960 €.

### Activitats econòmiques
Dels 70 establiments que hi havia el 2007, 2 eren d'empreses extractives, 2 d'empreses alimentàries, 1 d'una empresa de fabricació de material elèctric, 3 d'empreses de fabricació d'altres productes industrials, 11 d'empreses de construcció, 20 d'empreses de comerç i reparació d'automòbils, 2 d'empreses de transport, 5 d'empreses d'hostatgeria i restauració, 1 d'una empresa d'informació i comunicació, 2 d'empreses financeres, 8 d'empreses de serveis, 9 d'entitats de l'administració pública i 4 d'empreses classificades com a «altres activitats de serveis».
Dels 23 establiments de servei als particulars que hi havia el 2009, 1 era una gendarmeria, 1 oficina de correu, 2 oficines bancàries, 2 funeràries, 3 tallers de reparació d'automòbils i de material agrícola, 2 paletes, 2 guixaires pintors, 4 fusteries, 1 lampisteria, 1 electricista, 2 perruqueries i 2 restaurants.
Dels 10 establiments comercials que hi havia el 2009, 1 era una gran superfície de material de bricolatge, 2 fleques, 2 carnisseries, 1 una sabateria, 2 drogueries i 2 floristeries.
L'any 2000 a Badonviller hi havia 5 explotacions agrícoles.

## Equipaments sanitaris i escolars
El 2009 hi havia 1 centre de salut i 2 farmàcies.
El 2009 hi havia 1 escola maternal i 1 escola elemental. Badonviller disposava d'un col·legi d'educació secundària amb 129 alumnes.

## Poblacions més properes
El següent diagrama mostra les poblacions més properes.